# Stefan Jagsch

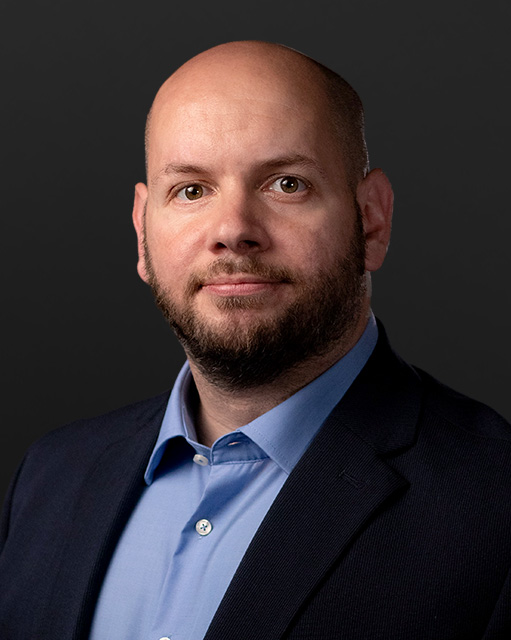
Stefan Jagsch, 2023

Stefan Jagsch (* 8. August 1986 in Hanau) ist ein deutscher Politiker der rechtsextremistischen Partei Die Heimat (vormals NPD) und Vorsitzender des Landesverbands Hessen. Von September bis Oktober 2019 war er Ortsvorsteher des Ortsteils Waldsiedlung der Gemeinde Altenstadt in Hessen.

## Leben
Im Jahr 2014 wurde Jagsch, der zuletzt im Jobcenter Höchst am Empfangsschalter gearbeitet hatte, von der Stadt Frankfurt entlassen. Für hochrangige Mitglieder einer rechtsextremen Partei gebe es keinen Platz in der Frankfurter Stadtverwaltung, teilte die Stadt mit. Die Kündigungen (eine ordentliche und eine außerordentliche) wurden vom Arbeitsgericht für unwirksam erklärt, da Jagsch als einfacher Büroangestellter eine Tätigkeit ausübe, „die kein besonderes, sondern ‚nur‘ ein einfaches Maß an Verfassungstreue erfordert.“ Dies sei bereits gegeben, wenn die freiheitlich-demokratische Grundordnung nicht aktiv bekämpft werde. Damit liege kein Kündigungsgrund vor.
In der Heimat hatte er verschiedene Ämter inne. Er war Landesorganisationsleiter Hessens, stellvertretender Kreisvorsitzender des Kreisverbandes Wetterau, stellvertretender Landesvorsitzender der hessischen Jungen Nationaldemokraten und, bevor er zum Vorsitzenden gewählt wurde, stellvertretender Landesvorsitzender der Heimat Hessen (damals noch "NPD"). Er ist Ortsverbandsvorsitzender Altenstadt/Limeshain. Jagsch kandidierte für die NPD bei der Bundestagswahl 2009, 2013 und 2017 sowie den Landtagswahlen Hessen 2008, als er im Wahlkreis Main-Kinzig III 0,9 % der Erststimmen bekam, und 2009, als er im Wahlkreis Wetterau I 1,3 % der Erststimmen erreichte.
Im Falle eines Wahlerfolges schloss Jagsch 2013 eine Koalition mit den etablierten Parteien aus, „da sie mit ihrem Verhalten den Volkstod fördern und teilweise auch noch öffentlich propagieren“. Am 4. März 2018 kandidierte Jagsch als Bürgermeister in der Gemeinde Altenstadt. Auf ihn entfielen 249 Stimmen, was 6,0 % der abgegebenen Stimmen entsprach.
In den vom Landesamt für Verfassungsschutz Hessen herausgegebenen Verfassungsschutzberichten für 2013 wie auch für 2014 wird Jagsch als führendes NPD-Mitglied erwähnt. Im 2022 bekannt gewordenen (eigentlich geheimen) NSU-Bericht des hessische Verfassungsschutzes wird Jagsch über das Jenaer Braune Haus zudem ein beiläufiger Kontakt zu Beate Zschäpe, einem der drei NSU-Mitglieder, nachgesagt.

## Mediale Aufmerksamkeit nach Verkehrsunfall
Jagsch kam Mitte März 2016 gegen 9 Uhr morgens auf der Bundesstraße 521 zwischen Altenstadt und dem benachbarten Büdingen im Wetteraukreis mit seinem Wagen von der Fahrbahn ab und prallte gegen einen Baum. Jagsch musste schwer verletzt in ein Krankenhaus gebracht werden. Internationale mediale Aufmerksamkeit erreichte dieser Vorfall, nachdem die Frankfurter Rundschau (FR) zunächst gemeldet hatte, der Unfall sei von Personen bemerkt worden, die aus Syrien stammten. Diese hätten dem Unfallopfer Jagsch Erste Hilfe geleistet. Andere Quellen bezweifelten die Darstellung der FR. Die Identitäten der Helfer wurden nicht bekannt.

## Ortsvorsteher
Jagsch wurde am 5. September 2019 mit den Stimmen von CDU, SPD und FDP im Ortsbeirat einstimmig (bei zwei Abwesenheiten) zum Ortsvorsteher des Ortsteils Waldsiedlung der Gemeinde Altenstadt gewählt. Überregionale Vertreter von CDU, SPD und FDP kritisierten die Wahl scharf und forderten eine Korrektur der Entscheidung. Die örtliche SPD begründete die Wahl des NPD-Politikers damit, dass es an einer Wahl-Alternative gemangelt habe. Jagsch war bereits 2016, ebenfalls einstimmig bei zwei Enthaltungen, zu einem der stellvertretenden Vorsitzenden der Gemeindevertretung Altenstadts gewählt worden.
Am 9. September 2019 wurde ein Antrag auf Abwahl des Ortsvorstehers in den Ortsbeirat eingebracht, der von allen Mitgliedern außer Jagsch unterzeichnet worden war. Begleitet von der Ankündigung, gegebenenfalls juristisch gegen eine Abwahl vorzugehen, wurde Jagsch am 22. Oktober 2019 mit den Stimmen aller übrigen Mitglieder abgewählt. Als Nachfolgerin wurde Tatjana Cyrulnikow (CDU) gewählt.